# Okres Chełm
Okres Chełm (polsky Powiat chełmski) je okres v polském Lublinském vojvodství u hranic s Ukrajinou. Rozlohu má 1885,89 km² a v roce 2020 zde žilo 78 014 obyvatel. Sídlem správy okresu je město Chełm, které však není jeho součástí, ale tvoří samostatný městský okres.

## Gminy
Městská:
- Rejowiec Fabryczny

Městsko-vesnické:
- Rejowiec
- Siedliszcze

Vesnické:
- Białopole
- Chełm
- Dorohusk
- Dubienka
- Kamień
- Leśniowice
- Rejowiec Fabryczny
- Ruda-Huta
- Sawin
- Wierzbica
- Wojsławice
- Żmudź

## Města
- Rejowiec
- Rejowiec Fabryczny
- Siedliszcze

## Sousední okresy
| Růžice kompasu | Łęczna     | Włodawa     | Volyňská oblast | Růžice kompasu |
| Růžice kompasu | Świdnik    | Sever       | Volyňská oblast | Růžice kompasu |
| Růžice kompasu | Świdnik    | Okres Chełm | Volyňská oblast | Růžice kompasu |
| Růžice kompasu | Świdnik    | Jih         | Volyňská oblast | Růžice kompasu |
| Růžice kompasu | Krasnystaw | Zamość      | Hrubieszów      | Růžice kompasu |